# Manuel Alberto León
Manuel Alberto León Lugo, (Mexicali, Baja California 22 de julio de 1956 - Ibídem, 1 de enero de 2015) conocido como: "Malberto León", "El Lyon", o simplemente: "Lyon", fue un caricaturista e historietista mexicano. Graduado de la UABC, de la carrera de arquitectura, pero su trabajo más destacado fue en el ámbito del humor gráfico o la caricatura editorial, participando en algunos importantes diarios locales y regionales, como «la Voz de la Frontera», «Novedades» o el semanario «Zeta» de Jesús Blancornelas, a partir de finales de los setenta. En este sentido, su creación más importante la constituye la revista o historieta: «El Chicali News» y su personaje central: «El Chicali» o «Chicali Nois». La revista alcanzó a distribuir algunos números a nivel nacional y más de 100 números en Baja California, San Luis Río Colorado, Sonora y algunas ciudades de Baja California Sur y del sur de California.

## Su obra como caricaturista, historietista y monero
En 1978, Manuel Alberto León, publica una historieta llamada "Ojo al parche", con ella se convirtió en el precursor del cómic en Baja California. Dos años más tarde colaborando con cartones humorísticos en el periódico local "La Voz de la Frontera" surgiría su personaje más reconocido: El Chicali. Sobre el surgimiento de este personaje, el escritor bajacaliforniano Gabriel Trujillo, nos comparte el testimonio del propio Lyon, en una entrevista realizada por el periodista Carlos Alberto Gutiérrez:

«Se me ocurrió precisamente un sábado de gloria. Me quedé aquí en Mexicali. Estaba dioquis y se me ocurrió hacer un personaje local; entonces le puse "Chicali" porque así se le llama a los de Mexicali. Se me ocurrió para la sección dominical de La Voz de la Frontera para que compitiera con el Pato Donald y con Olafo. Primero hice la página y la llevé con el encargado de la sección, y le gustó mucho, y para el otro domingo salió»

Tiempo después fungió como productor, editor, escritor y caricaturista de la historieta «El Chicali News», donde el personaje central, Chicali Nois o "El Chicali" vive peripecias junto con su esposa "Doña Wisteria", sus hijos "El Patuli" y "Macurto" y su gran amigo "El compa Cute". Realiza durante varios años, entre los años ochenta y los noventa una labor paralela como caricaturista en los diarios La crónica y el semanario Zeta y como historietista con El Chicali News. 
Además de los personajes de la revista o historieta El Chicali News, inventa otros como: "El Gato" para la historieta "Ojo al parche, joven" o "El Carecochi" para sus cartones en los diarios donde colaboró y esta labor se extendió por alrededor de tres décadas. Hizo una recopilación de parte de su trabajo como caricaturista en el año 2014 con el título: Carecochis. Manuel Alberto León Lugo fue ampliamente reconocido en Baja California por su labor Falleció en su ciudad natal, alrededor del mediodía del jueves primero de enero de 2015.